# Aquerúsia
Segons la mitologia grega, l'Aquerúsia (en grec antic: Ἀχερουσία o Ἀχερουσίς λίμνη) era una llacuna vinculada al riu Aqueront, al món inferior o Hades i, per tant, relacionada amb el món dels morts.
Hi havia diversos llacs reals que rebien aquest nom. El més important es trobava a Tespròcia, a l'Epir, atès que el recorria el riu Aqueront. Tot i així, lluny de l'Aqueront hi havia altres llacs identificats amb l'Aquerúsia o que rebien aquest nom: un a Hermíona (Argòlida), un altre a Heraclea Pòntica, un altre entre Cumes i el Cap Misè (Campània), i, segons Plini el Vell, un altre a Memfis (Egipte).
D'altra banda, la caverna per on Hèracles va treure de l'Hades el gos Cèrber en un dels seus dotze treballs també rebia el nom d'Aquerúsia.